# جويل داغر
جويل داغر (15 يناير 1988 -)، ممثلة لبنانية.

## عن حياتها
ولدت في بيروت ودرست في كلية الفنون الجميلة في الجامعة اللبنانية.

### مسيرتها الفنية
أول عمل فني لها كممثلة كان في 2005 في مسلسل (الحل بإيدك)، ثم بعدها مسلسل (أجيال) في 2010.

## أعمالها

### مسلسلات
| - البيت الأبيض ج2،3: (2019) :روبي - البيت الأبيض: (2018):روبي - زوجتي أنا (الجزء الثاني): (2017) - الحرام: (2016) لورا - زوجتي أنا: (2016) - وين كنتي: (2016) - اخترب الحي: (2014) | - كاش فلو: (2012) - باب ادريس: (2011) علا - متر ندى: (2010) يارا - لونا: (2010) - أجيال: (2010) رولا - الحل بإيدك: (2005) |

## وصلات خارجية
- جويل داغر على موقع قاعدة بيانات الأفلام العربية

- صفحة جويل داغر في قاعدة بيانات الأفلام العربية